# Museo-monumento al deportato politico e razziale
Il Museo Monumento al Deportato di Carpi è un museo storico sulla deportazione e sui campi di concentramento nazisti inaugurato nel 1973. Progettato dallo studio BBPR (Belgioioso, Banfi, Peressutti e Rogers), in collaborazione con Giuseppe Lanzani e Renato Guttuso, è situato al piano terra del Palazzo dei Pio, nel centro storico della città.

## Il museo
(Primo Levi, 1973)
Il museo, inaugurato nel 1973, è composto da tredici sale, caratterizzate da luci ed elementi grafici particolari tesi a creare un'atmosfera di impatto emotivo per il visitatore basato su simboli e graffiti.
La continuità delle sale è scandita dall'incisione di frasi alle pareti, che costituiscono la principale testimonianza del Museo: si tratta di brani scelti da Nelo Risi dalle Lettere dei condannati a morte della Resistenza europea (Einaudi, Torino, 1954); le frasi delle vittime incise sui muri trattano la loro terrificante esperienza nei lager nazisti, e vogliono contribuire alla partecipazione emotiva del visitatore.
Le pareti di alcune sale sono decorate da graffiti su bozzetti di noti pittori, come Cagli, Guttuso, Léger, Longoni, Picasso, mentre le teche contengono reperti, materiali e fotografie, che documentano la vita dei prigionieri nei campi, raccolti e ordinati da Lica e Albe Steiner. L'ultima sala reca incisi sulle pareti e sulle volte i nomi di circa 15.000 cittadini italiani deportati nei lager.
Iscrizioni e graffiti sono stati incisi sul cemento fresco dai maestri della Cooperativa Muratori e Braccianti di Carpi; nel caso di scritte, l'incisione raggiunge un sottostante strato di intonaco color "sangue rappreso" che fornisce al testo il tono cromatico dominante.

### Le stele
Nel cortile esterno sedici grandi stele, monoliti in cemento alti sei metri, recano i nomi di 60 campi di concentramento e di sterminio nazisti. Le stele, nelle cavità da cui emergono, sono arricchite da roseti, simbolo di rinascita.

## Storia del museo
Già nel 1955 a Carpi venne creato un comitato presieduto dal sindaco Bruno Losi e composto dai rappresentanti degli enti locali, dall'unione delle comunità israelitiche e dalle associazioni di ex deportati e combattenti con lo scopo di organizzare iniziative tese a valorizzare il sacrificio e la resistenza delle vittime dei nazisti.
Fin dal 1961 il comitato aveva in animo di erigere a Carpi un Monumento al Deportato e di ufficializzare tale decisione in una riunione straordinaria che avrebbe dovuto aver luogo nel corso di una manifestazione nazionale organizzata per il dicembre di quello stesso anno.
Il 9 e 10 dicembre si riversò a Carpi una folla di 30.000 persone, tra cui molti ex deportati convenuti da tutta Europa per ricordare tutte le vittime dei Lager nazisti. Le autorità, i parlamentari e gli esponenti della Resistenza che presero la parola caldeggiarono unanimemente l'iniziativa del comitato promotore.
Il successo di una mostra temporanea, allestita in quella occasione dall'Istituto storico della Resistenza di Modena negli ambienti del palazzo dei Pio, suggerì l'idea di arricchire con un'esposizione permanente quel Monumento al Deportato che Carpi si accingeva ad erigere.
Dopo l'approvazione ufficiale di tale iniziativa da parte del consiglio comunale, avvenuta il mese successivo, Bruno Losi, in qualità di presidente del comitato promotore, espose il progetto in una conferenza stampa tenutasi in Senato il 19 dicembre 1962 e successivamente il capo dello Stato concesse incondizionatamente il suo alto patrocinio esprimendo, inoltre, il desiderio di mantenere uno stretto contatto con il comitato promotore per seguirne lo sviluppo.

Nel contempo il comune di Carpi aveva individuato in un'ampia zona a piano terra del palazzo dei Pio la sede più idonea ad ospitare l'erigendo Museo Monumento. Il bando di concorso nazionale rivolto ad architetti ed artisti fu reso pubblico il 20 gennaio 1963 con scadenza otto mesi prorogata al 20 novembre.

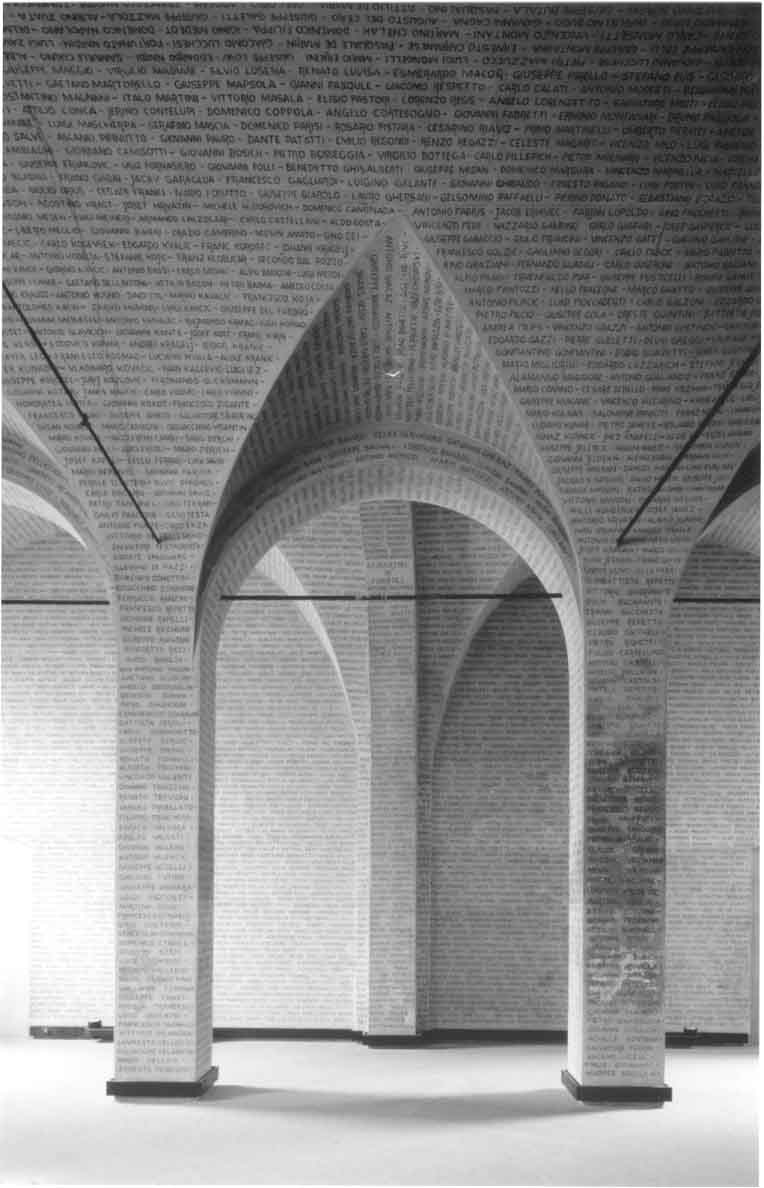
Sala dei nomi
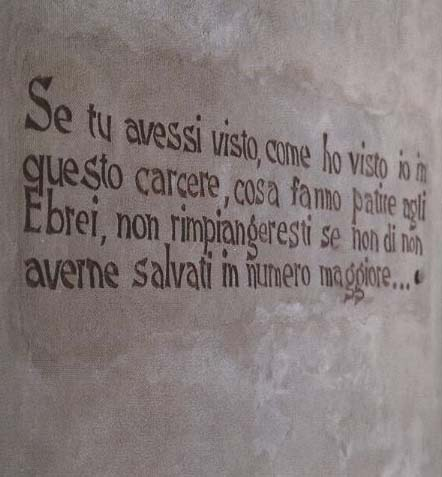
Frase di Odoardo Focherini
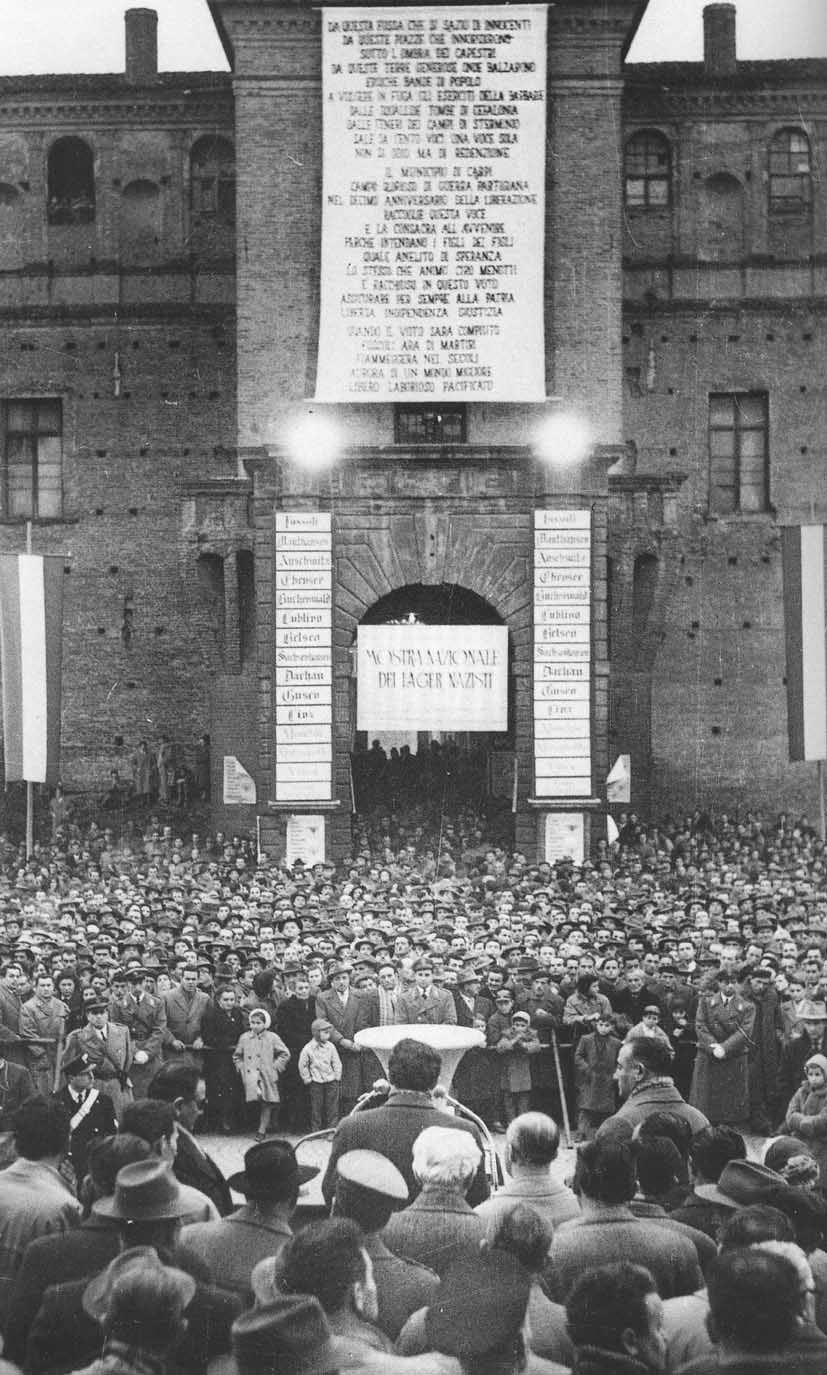
La manifestazione del 1955
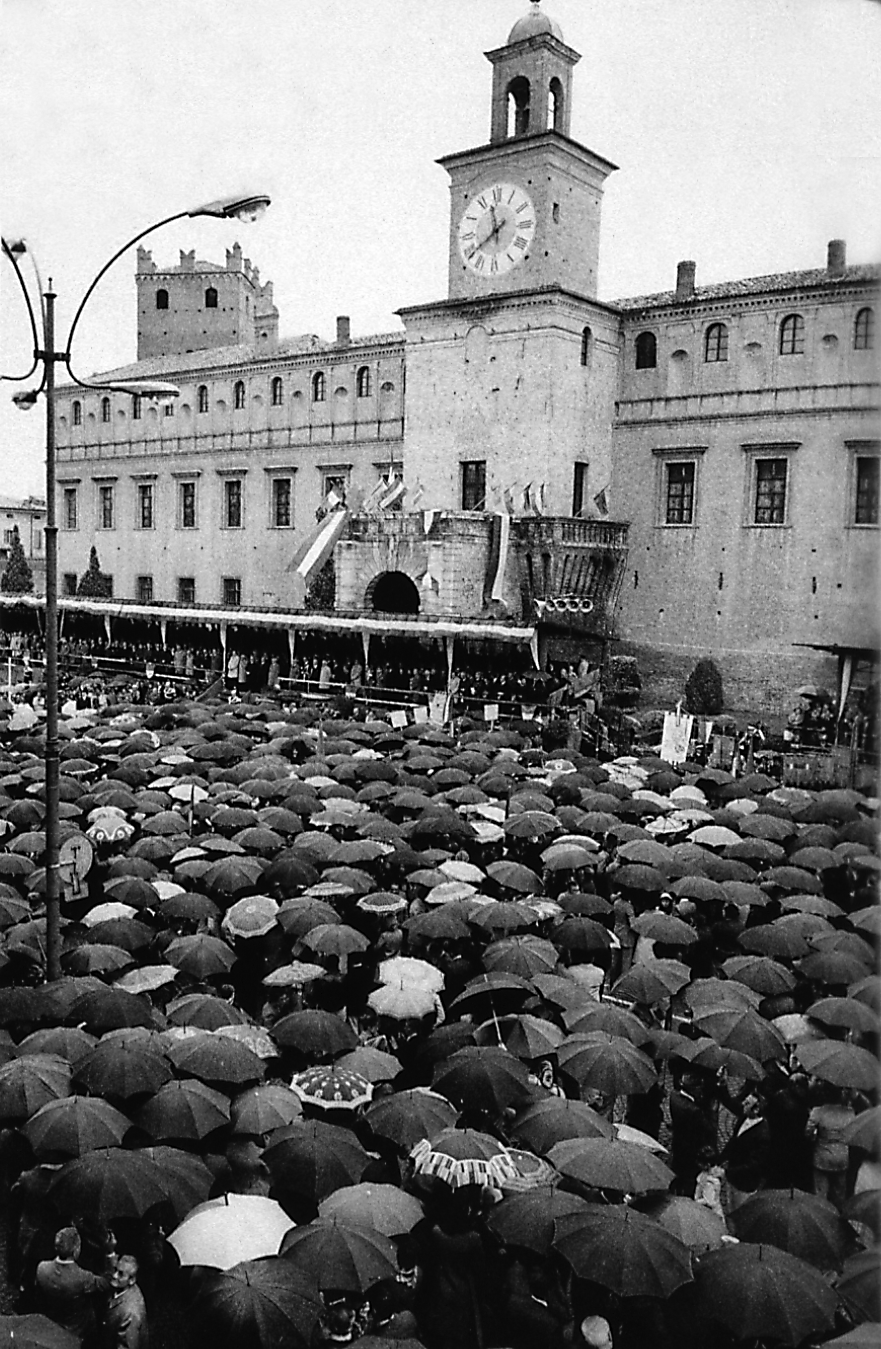
L'inaugurazione del museo (1973)
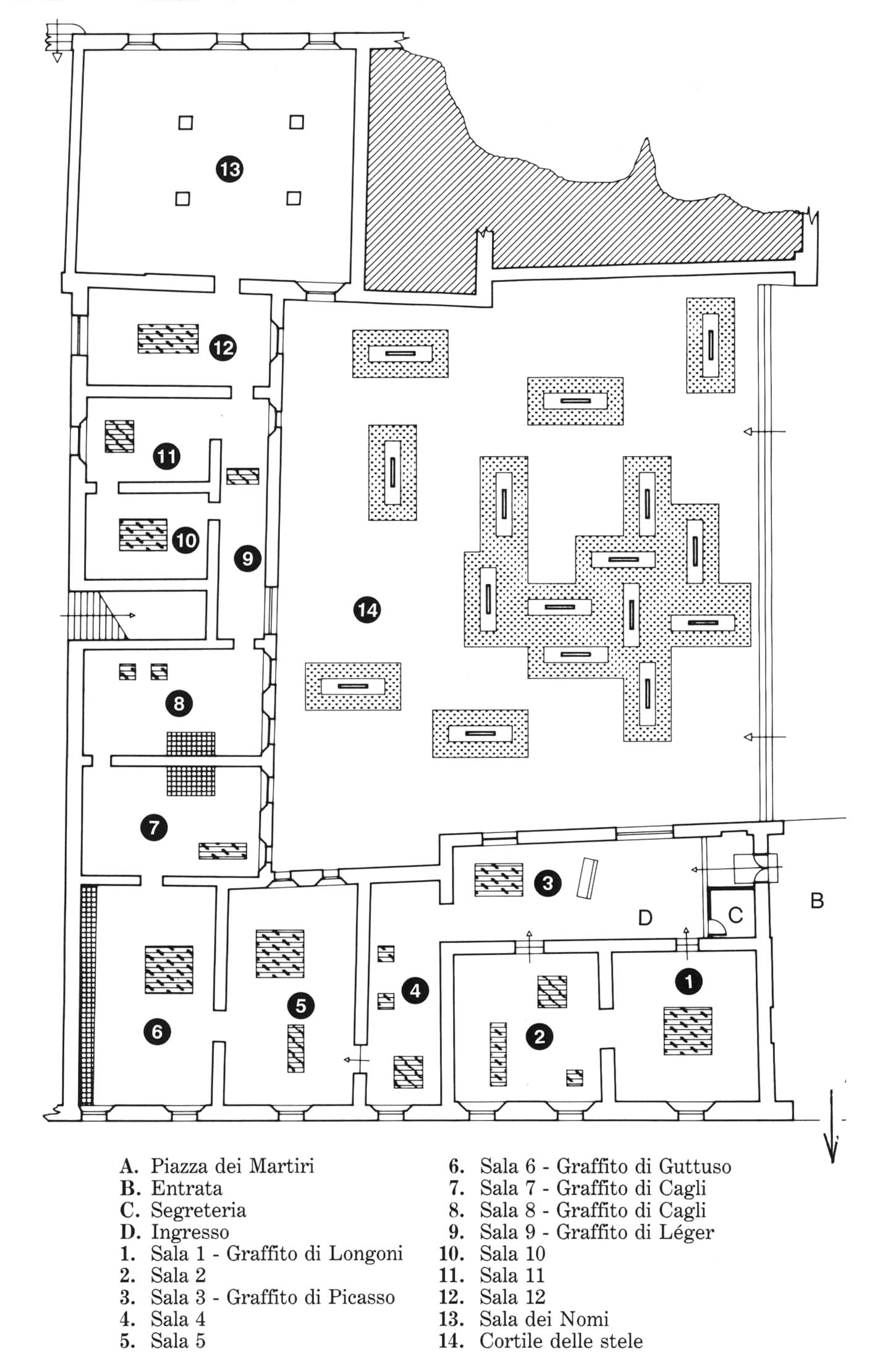
Pianta del museo
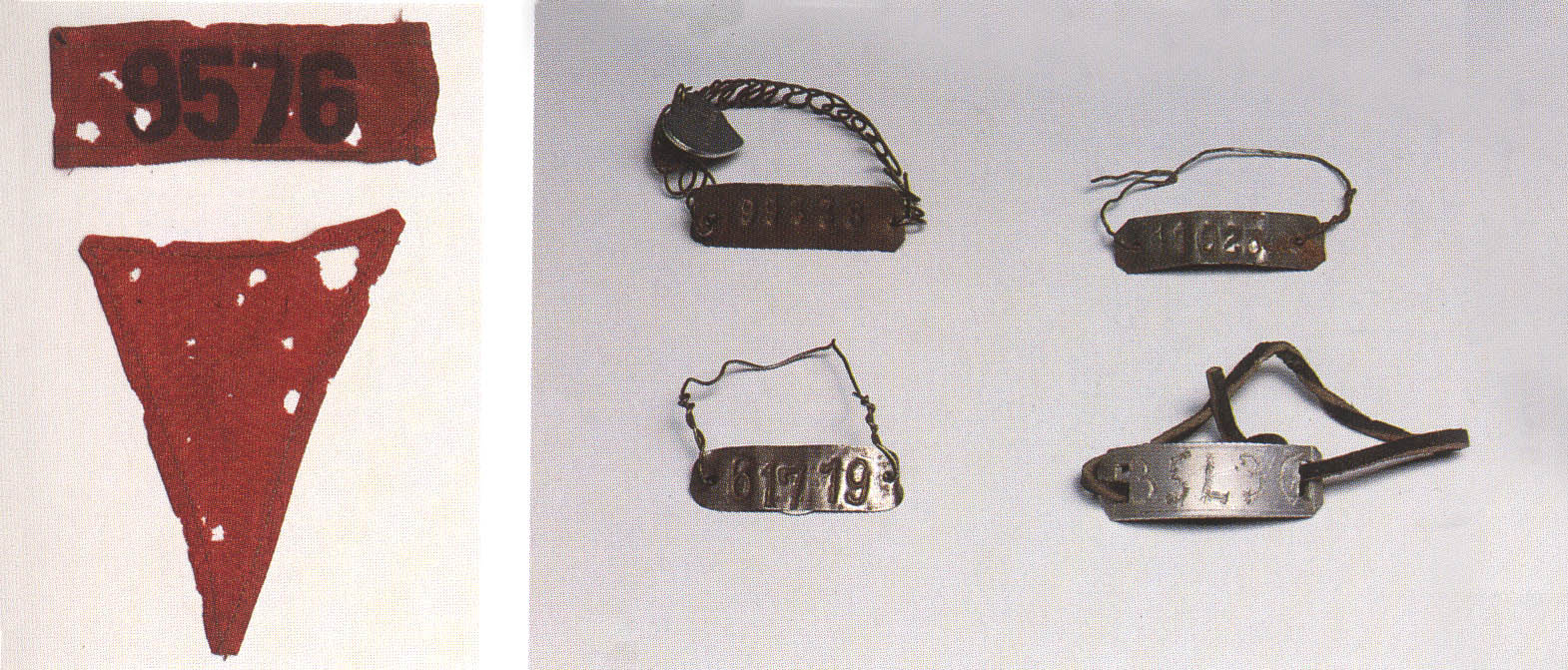
Distintivi e piastrine

I sette progetti pervenuti alla commissione giudicatrice furono esaminati nei primi giorni del febbraio 1964 e il primo classificato fu quello dello studio milanese BBPR, gruppo composto, dagli architetti Banfi, Belgiojoso, Peressutti, Rogers in collaborazione con il pittore Renato Guttuso. Nel 1944 Banfi e Belgiojoso furono arrestati e deportati a Mauthausen, dove Banfi morì: partecipare al concorso coinvolgeva il gruppo a livello tanto personale, quanto professionale.
L'esecuzione materiale dei lavori fu affidata alla Cooperativa Muratori di Carpi che iniziò l'opera nel 1967.
Il Museo Monumento al Deportato politico e razziale venne inaugurato il 14 ottobre 1973 dal presidente della Repubblica, Giovanni Leone nel corso di una manifestazione che richiamò a Carpi più di 40.000 persone. Alla cerimonia erano presenti Sandro Pertini, presidente della Camera dei Deputati, il senatore Umberto Terracini oltre ad altri importanti rappresentanti di governo, delle forze armate, del mondo culturale, artistico e religioso.
Dal 2001 il Museo Monumento al Deportato politico e razziale, così come il Campo di Fossoli, sono gestiti direttamente dalla Fondazione Fossoli, emanazione del progetto nato negli anni di creazione del Museo che prevedeva l'apertura di un Centro Internazionale di documentazione dedicato alle tematiche della deportazione.
È stato visitato anche dai Presidenti della Repubblica Carlo Azeglio Ciampi (2003) e Sergio Mattarella (2017). 

### L'opera
La soluzione antiretorica di applicare un linguaggio rigoroso nel trattare alla deportazione, che dava facilmente adito a ovvie forme di simbolismo, è già chiara nelle parole della relazione con cui lo studio BBPR accompagnò il progetto per il museo: 
La realizzazione del museo riproponeva il dibattuto tema della monumentalità come esigenza umana, già oggetto, nel 1943, di una "dichiarazione" formulata dallo storico Sigfried Giedion, dal pittore Fernand Léger e dall'architetto Josep Lluís Sert che denunciavano la svalutazione della monumentalità negli ultimi cento anni sostenendo che i monumenti non potevano più prescindere dal tessuto urbanistico in cui erano collocati.
Veniva inoltre sottolineata la necessità di una collaborazione tra architetto, pittore, scultore e urbanista per riportare l'architettura monumentale alle sue finalità originarie.

Foto di Paolo Monti, 1973
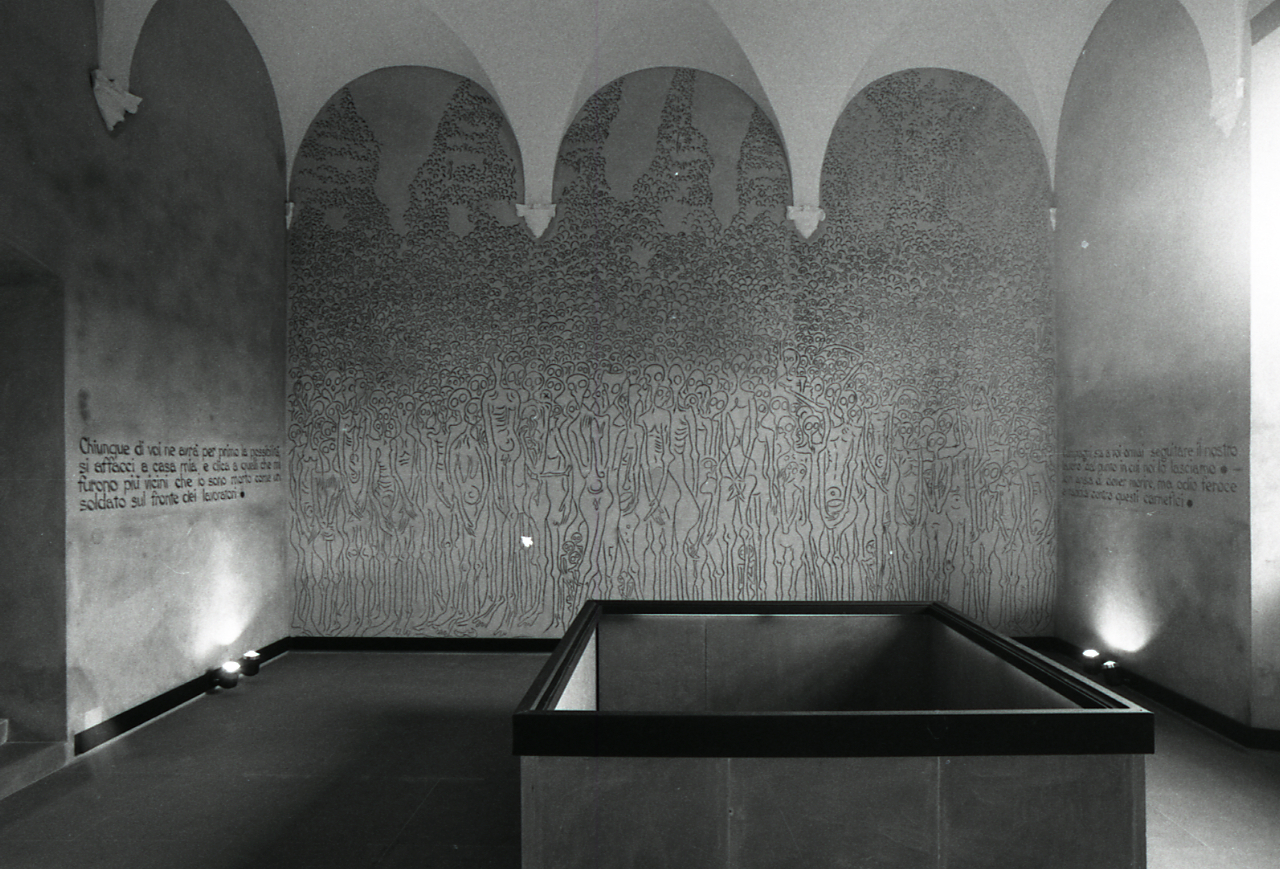
Il graffito nella prima sala di Alberto Longoni, pittore che era stato internato in un campo di concentramento nazista
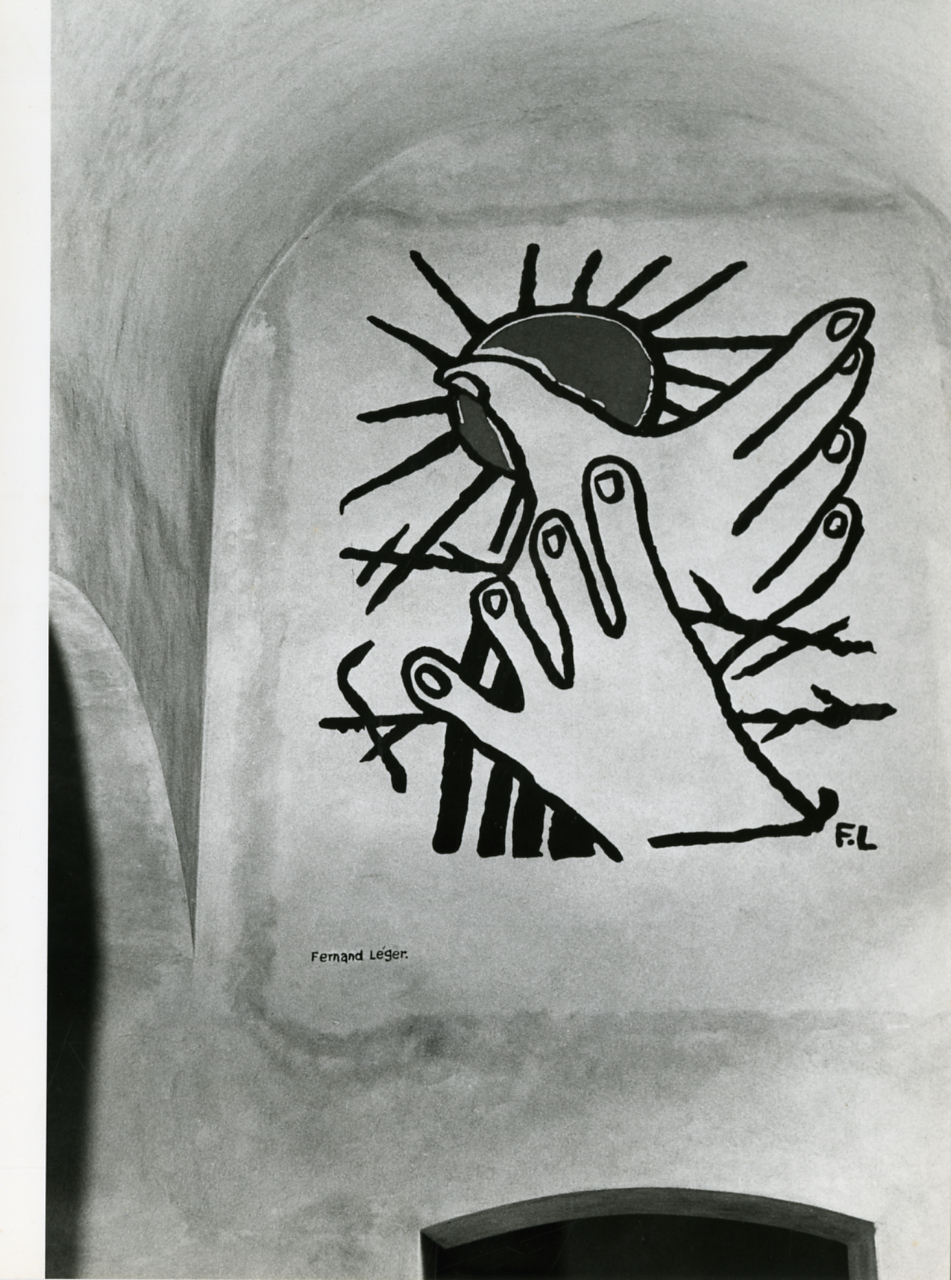
Graffito realizzato su bozzetto di Fernand Léger
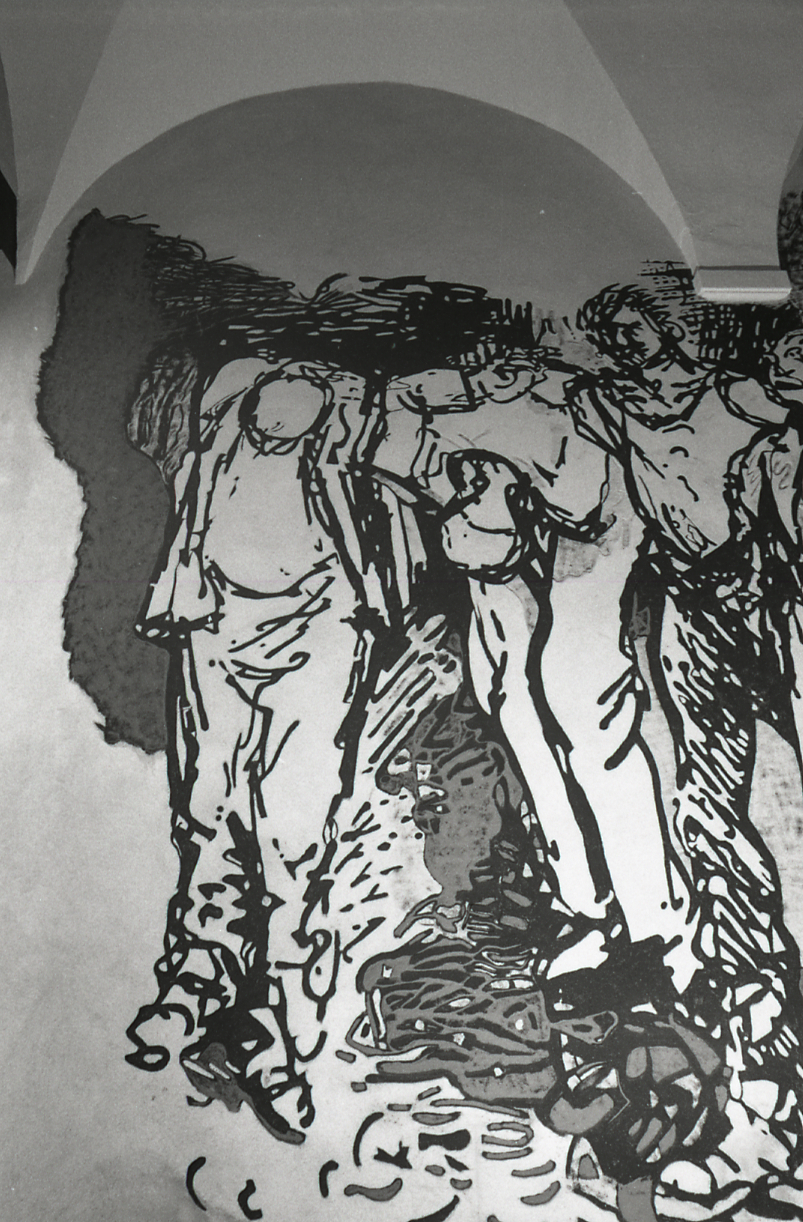
Graffito realizzato su bozzetto di Renato Guttuso
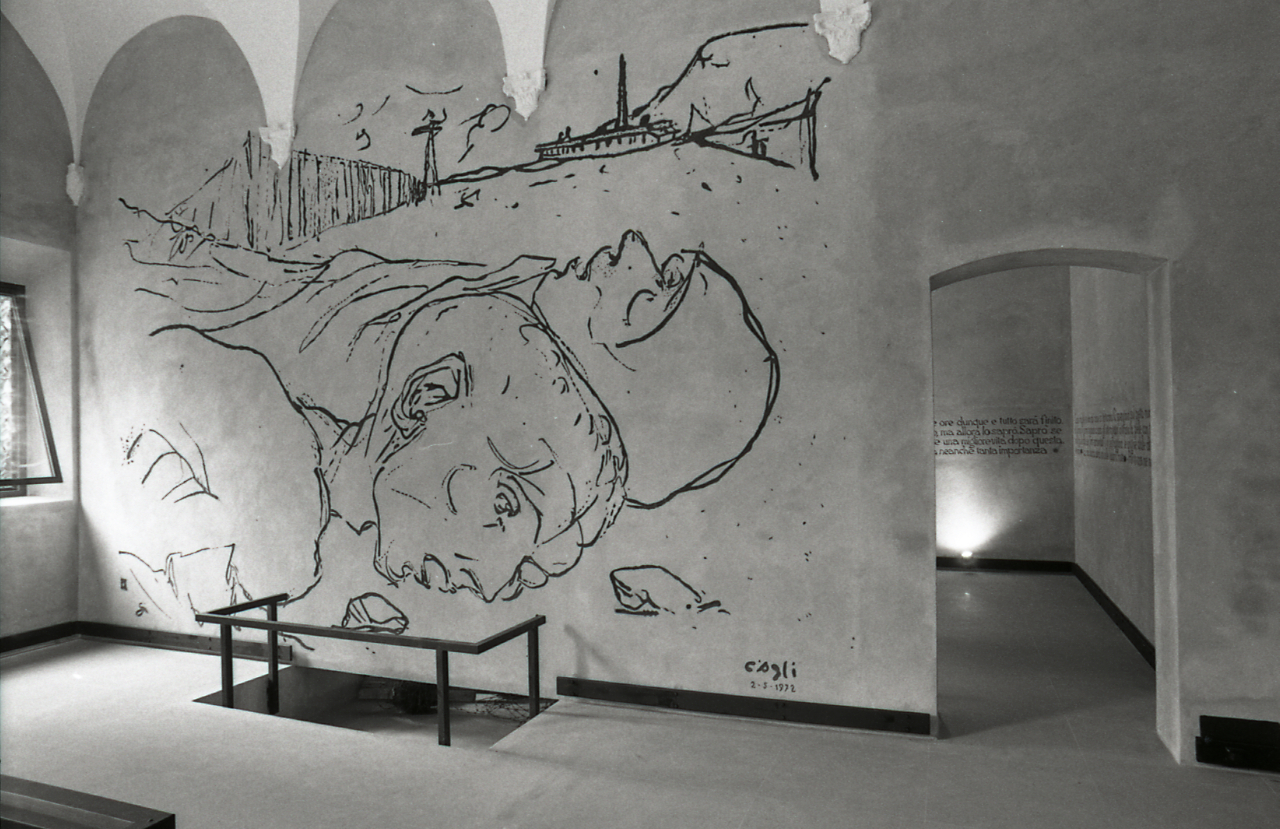
Graffito realizzato su bozzetto di Corrado Cagli
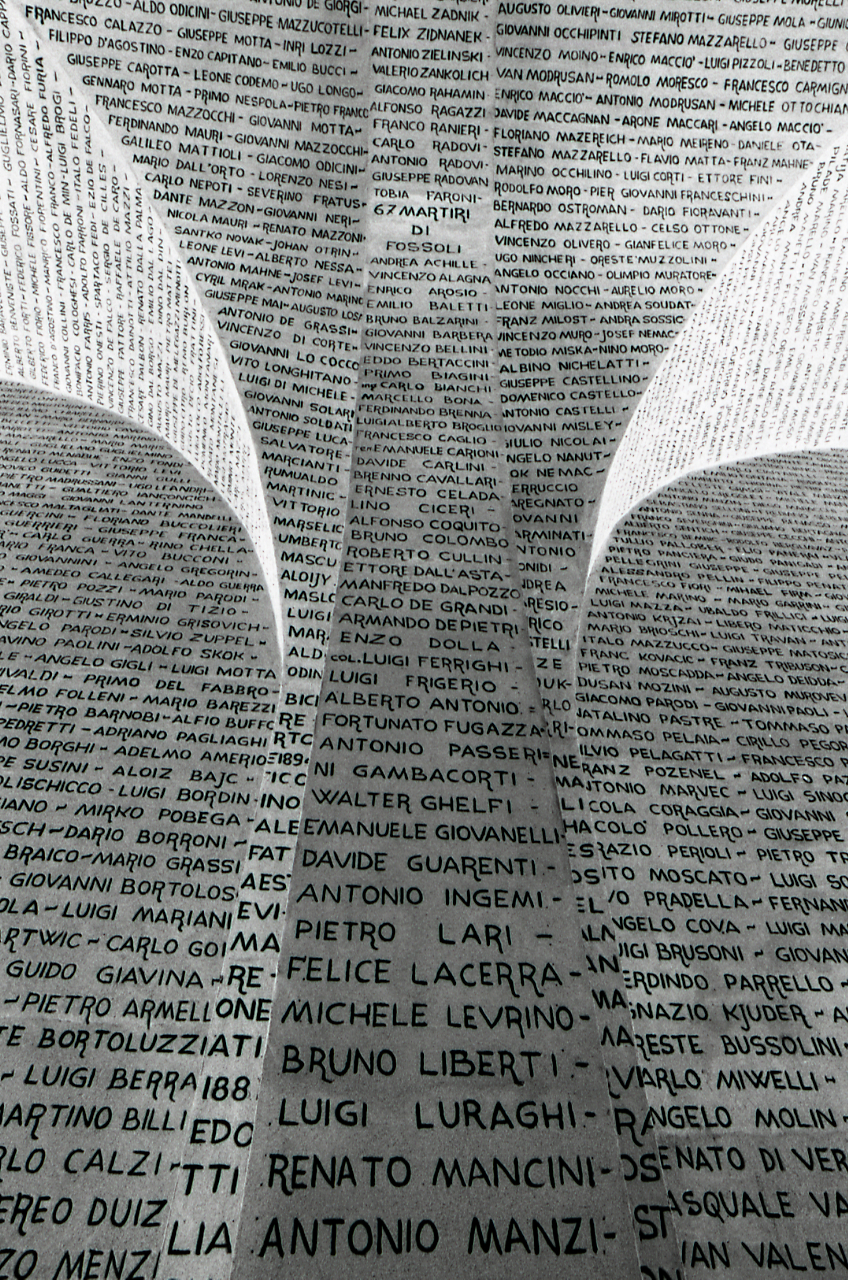
Particolare della Sala dei nomi
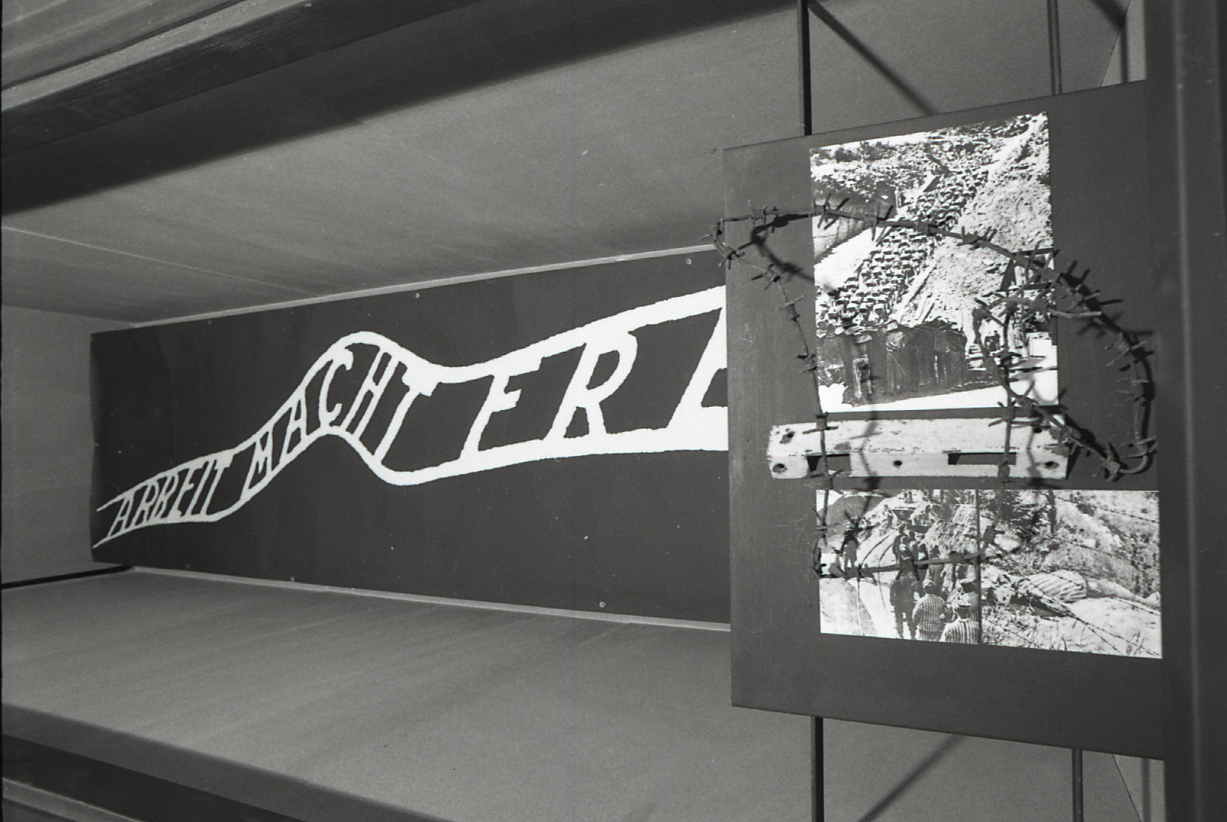
Pannelli espositivi